# In My Arms
〈In My Arms〉（中文：愛的抱抱）是澳大利亞歌手Kylie Minogue的歌曲，收錄於其第十張錄音室專輯《X》。該歌曲由Kylie Minogue、Calvin Harris、Richard "Biff" Stannard、Paul Harris和Julian Peake創作、Calvin Harris和Richard "Biff" Stannard製作。該歌曲作為專輯全球第二支單曲於2008年2月15日由Parlophone發行，在英國、澳大利亞和新西蘭則作為第三支單曲發行。

## 其他版本
臺灣百代音樂於2007年10月15日宣布Kylie Minogue將和蔡依林共同演唱歌曲〈In My Arms〉，該版本將收錄於2007年11月發行的Kylie Minogue專輯《X》亞洲特別版。
2008年初，百代音樂邀請墨西哥歌手Aleks Syntek以西班牙語錄製部分聲音。該版本於2008年4月24日通過Aleks Syntek的YouTube官方頁面首次發布，隨後由百代唱片及墨西哥媒體確認該歌曲存在，並計劃於同年4月最後一週在墨西哥電台發布。該歌曲後被納入Aleks Syntek於2008年6月發行的合輯《Best of 1989-2009》。專輯《X》墨西哥特別版原計劃於5月發行，後延至2008年8月26日發行。

## 格式和曲目
- 澳大利亞CD加大單曲

1. 〈In My Arms〉— 3:32
2. 〈In My Arms〉(Death Metal Disco Scene Remix) — 5:43
3. 〈In My Arms〉(Sebastien Leger Mix) — 7:05
4. 〈Can't Get You Out of My Head〉(Greg Kurstin Remix) — 4:05

- 德國CD單曲

1. 〈In My Arms〉— 3:32
2. 〈Cherry Bomb〉— 4:16

- 德國CD加大單曲

1. 〈In My Arms〉— 3:32
2. 〈Do It Again〉— 3:23
3. 〈Carried Away〉— 3:15

- 英國CD單曲/7英吋單曲

1. 〈In My Arms〉— 3:32
2. 〈Can't Get You Out of My Head〉(Greg Kurstin Remix) — 4:04

- 英國CD加大單曲

1. 〈In My Arms〉— 3:32
2. 〈In My Arms〉(Death Metal Disco Scene Remix) — 5:43
3. 〈In My Arms〉(Sebastien Leger Remix) — 7:05
4. 〈In My Arms〉(Video)

- 德國12英吋單曲

1. 〈In My Arms〉— 3:32
2. 〈In My Arms〉(Spitzer Remix) — 5:05
3. 〈In My Arms〉(Sebastien Leger Remix) — 7:05

- 墨西哥數位下載

1. 〈In My Arms〉featuring Aleks Syntek — 3:37

- 德國數位下載（3曲目）

1. 〈In My Arms〉— 3:31
2. 〈In My Arms〉(Spitzer Remix) — 3:33
3. 〈In My Arms〉(Chris Lake Vocal Mix) — 6:37

- 德國數位下載（4曲目）

1. 〈In My Arms〉— 3:31
2. 〈Do It Again〉— 3:21
3. 〈Carried Away〉— 3:14
4. 〈Cherry Bomb〉— 4:15

- 數位下載（EP）

1. 〈In My Arms〉— 3:31
2. 〈In My Arms〉(Chris Lake Vocal Mix) — 6:37
3. 〈In My Arms〉(Sebastian Leger Vocal Mix) — 3:49
4. 〈In My Arms〉(Steve Pitron & Max Sanna Mix) — 6:43
5. 〈In My Arms〉(Spitzer Remix) — 3:33
6. 〈In My Arms〉(Death Metal Disco Scene Remix) — 5:42

- 東南亞數位下載

1. 〈In My Arms〉featuring Jolin Tsai — 3:33

## 發行歷史
| 國家 | 日期          | 格式       | 唱片公司   | 附註   |
| ---- | ------------- | ---------- | ---------- | ------ |
| 德國 | 2008年2月15日 | CD單曲     | EMI        | [ 7 ]  |
| 德國 | 2008年2月15日 | CD加大單曲 | EMI        | [ 8 ]  |
| 德國 | 2008年2月15日 | 數位下載   | EMI        | [ 9 ]  |
| 德國 | 2008年2月15日 | 12英吋單曲 | EMI        | [ 10 ] |
| 法國 | 2008年2月18日 | 數位下載   | Parlophone | [ 11 ] |
| 英國 | 2008年5月4日  | 數位下載   | Parlophone | [ 12 ] |
| 英國 | 2008年5月5日  | CD單曲     | Parlophone | [ 13 ] |
| 英國 | 2008年5月5日  | CD加大單曲 | Parlophone | [ 14 ] |
| 英國 | 2008年5月5日  | 7英吋單曲  | Parlophone | [ 15 ] |
| 美國 | 2009年7月28日 | 數位下載   | Parlophone | [ 16 ] |